# GeForce 200

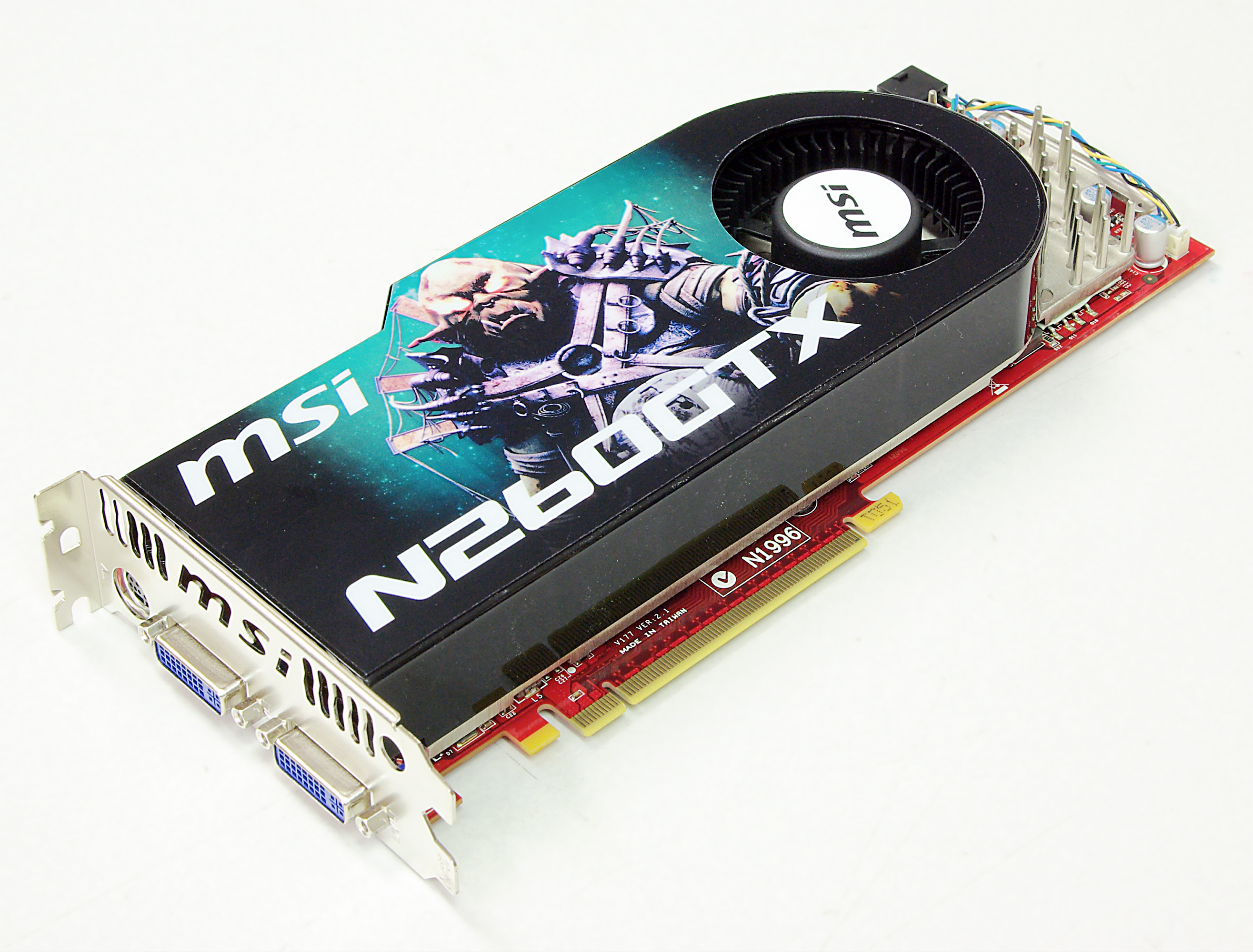
Fotografia karty graficznej N260GTX

GeForce 200 – dziesiąta generacja kart graficznych Nvidia GeForce. Ta generacja jest jednocześnie kolejną, oprócz serii GeForce 8 i GeForce 9, która jest zbudowana w architekturze zunifikowanych jednostek Shader (ang. Unified Shader Model).

## GeForce 200
Seria GeForce 200 (nazwa kodowa GT200) została wprowadzona na rynek 17 czerwca 2008 wraz z modelem GeForce GTX 280. Model GeForce GTX 260 wyszedł 26 czerwca. Karty te mają 27 cm długości. Posiadają dwa złącza DVI dual-link i złącze HDTV/S-Video out. GTX 280 wymaga do poprawnej pracy złącz zasilających PCIe 6- i 8-pinowych. Natomiast GTX 260 – dwóch złączy 6-pinowych. Oba modele wspierają te same zestawy technologii nVidii:
- CUDA 2.0,
- PhysX,
- zaktualizowaną wersję PureVideo z pełnym dekodowaniem H.264/VC1/MPEG-2[2].

Rdzeń GT200 składa się z około 1,4 miliarda tranzystorów i produkowany jest w wymiarze technologicznym 65 nm. Zajmuje przy tym 576 mm².
Od 15 stycznia 2009 roku Nvidia zaczęła wprowadzać odświeżone modele serii GTX2xx produkowane w nowym wymiarze technologicznym (55 nm), co pozwoliło na wypuszczenie produktów z nieco wyższymi zegarami oraz obniżyło koszty produkcji ze względu na mniejszą powierzchnie układu, która została zredukowana do  470 mm².

### Parametry techniczne
| Model                  | Data wydania     | Proces techn. (nm) | Maks. częst. zegara (MHz) | Szczytowy współczynnik wypełnienia (ang.fillrate) | Szczytowy współczynnik wypełnienia (ang.fillrate)          | Szczytowy współczynnik wypełnienia (ang.fillrate) | Szczytowy współczynnik wypełnienia (ang.fillrate) | Zunifikowane jednostki cieniujące | Zunifikowane jednostki cieniujące | Pamięć             | Pamięć   | Pamięć                       | Pamięć | Pamięć                                         | Jednostek teksturowania | Jednostek ROP | Pobór mocy (spoczynek-pełne obc.) (watów) | Liczba tranzystorów (mln) | Teoretyczna moc obliczeniowa jednostek Shader (Gigaflops) |
| Model                  | Data wydania     | Proces techn. (nm) | Maks. częst. zegara (MHz) | Miliardów pikseli/s                               | Filtrowanie dwuliniowe (ang. bilinear) Miliardów tekseli/s | Filtrowanie dwuliniowe FP16 Miliardów tekseli/s   | FP32 Miliardów pikseli/s                          | Liczba                            | Zegar (MHz)                       | Maks. pasmo (GB/s) | Typ DRAM | Szerokość szyny danych (bit) | MB     | Efektywne (prawdziwe) taktowanie pamięci (MHz) | Jednostek teksturowania | Jednostek ROP | Pobór mocy (spoczynek-pełne obc.) (watów) | Liczba tranzystorów (mln) | Teoretyczna moc obliczeniowa jednostek Shader (Gigaflops) |
| ---------------------- | ---------------- | ------------------ | ------------------------- | ------------------------------------------------- | ---------------------------------------------------------- | ------------------------------------------------- | ------------------------------------------------- | --------------------------------- | --------------------------------- | ------------------ | -------- | ---------------------------- | ------ | ---------------------------------------------- | ----------------------- | ------------- | ----------------------------------------- | ------------------------- | --------------------------------------------------------- |
| GeForce GTX 260        | 26 czerwca 2008  | 65                 | 576                       | 16.1                                              | 36.9                                                       | 18.45                                             | ?                                                 | 192                               | 1242                              | 111.9              | GDDR3    | 448                          | 896    | 1998 (999)                                     | 64                      | 28            | 119-182                                   | 1400                      | 708                                                       |
| GeForce GTX 260(216sp) | 16 sierpnia 2008 | 65/55              | 576                       | 16.1                                              | 41.5                                                       | 20.75                                             | ?                                                 | 216                               | 1242                              | 111.9              | GDDR3    | 448                          | 896    | 1998 (999)                                     | 72                      | 28            | 119-182                                   | 1400                      | 805                                                       |
| GeForce GTX 275        | 2 kwietnia 2009  | 55                 | 633                       | 17.7                                              | 50.6                                                       | 25.8                                              | ?                                                 | 240                               | 1404                              | 127                | GDDR3    | 448                          | 896    | 2268 (1134)                                    | 80                      | 28            | 120-216                                   | 1400                      | 1011                                                      |
| GeForce GTX 280        | 17 czerwca 2008  | 65                 | 602                       | 19.3                                              | 48.2                                                       | 24.1                                              | ?                                                 | 240                               | 1296                              | 141.7              | GDDR3    | 512                          | 1024   | 2214 (1107)                                    | 80                      | 32            | 126-236                                   | 1400                      | 933                                                       |
| GeForce GTX 285        | 15 stycznia 2009 | 55                 | 648                       | 20.7                                              | 51.8                                                       | 25.9                                              | ?                                                 | 240                               | 1476                              | 159                | GDDR3    | 512                          | 1024   | 2484 (1242)                                    | 80                      | 32            | 120-204                                   | 1400                      | 1063                                                      |